# Елисей (просветитель Албании)
Святой Елисей (Святой Елиша, Егишэ) — один из проповедников христианства в Кавказской Албании (Агвании/Алуанка).
Армянский историк Мовсес Каланкатуаци в «Истории страны Алуанк» называет Елиша учеником апостола Фаддея, принявшим рукоположение от брата Христа Иакова и основателем албанской церкви:
прибыв в Гис, построил там церковь и отслужил обедню. На этом месте была основана наша, Восточного края, церковь.
Упоминается также у других армянских авторов, таких как Мхитар Гош и Киракос Гандзакеци. Последний называет его Егишэ:
…первым побудителем просвещения областей восточных называют Егишэ, ученика великого апостола Фаддея, который после смерти святого апостола отправился в Иерусалим к Иакову, брату господа, и, будучи рукоположён им в епископы, прошел через страну персов и достиг страны Агванк. Пришел он в какое-то место, именуемое Гисом, и построил там церковь и сам принял там мученическую смерть неизвестно от кого.
Моисей Каланкатуйский сообщает: «…Прибыл (Елисей – авт.) в область Ути, в город Согарн с тремя учениками, родственники которых, некоторые беззаконники, погнались за ними, и один из учеников получил от них кончину мученическую… Святой первосветитель… перейдя оттуда (из Гиса – авт.) по долине Зергуни на место жертвоприношения неверующих идолопоклонников, он принял здесь венец мученичества, и неизвестно кем было совершено это дело. После того превосходные останки его были брошены в ров преступников и зарыты долгое время в местечке, которое называлось Гоменк». 
Ни в католической, ни в православной традициях не канонизирован.
Святой Елисей (Егише) сыграл важную роль в распространении христианства на Юго-Восточном Кавказе. 

Церкви, носящие имя Святого Елисея
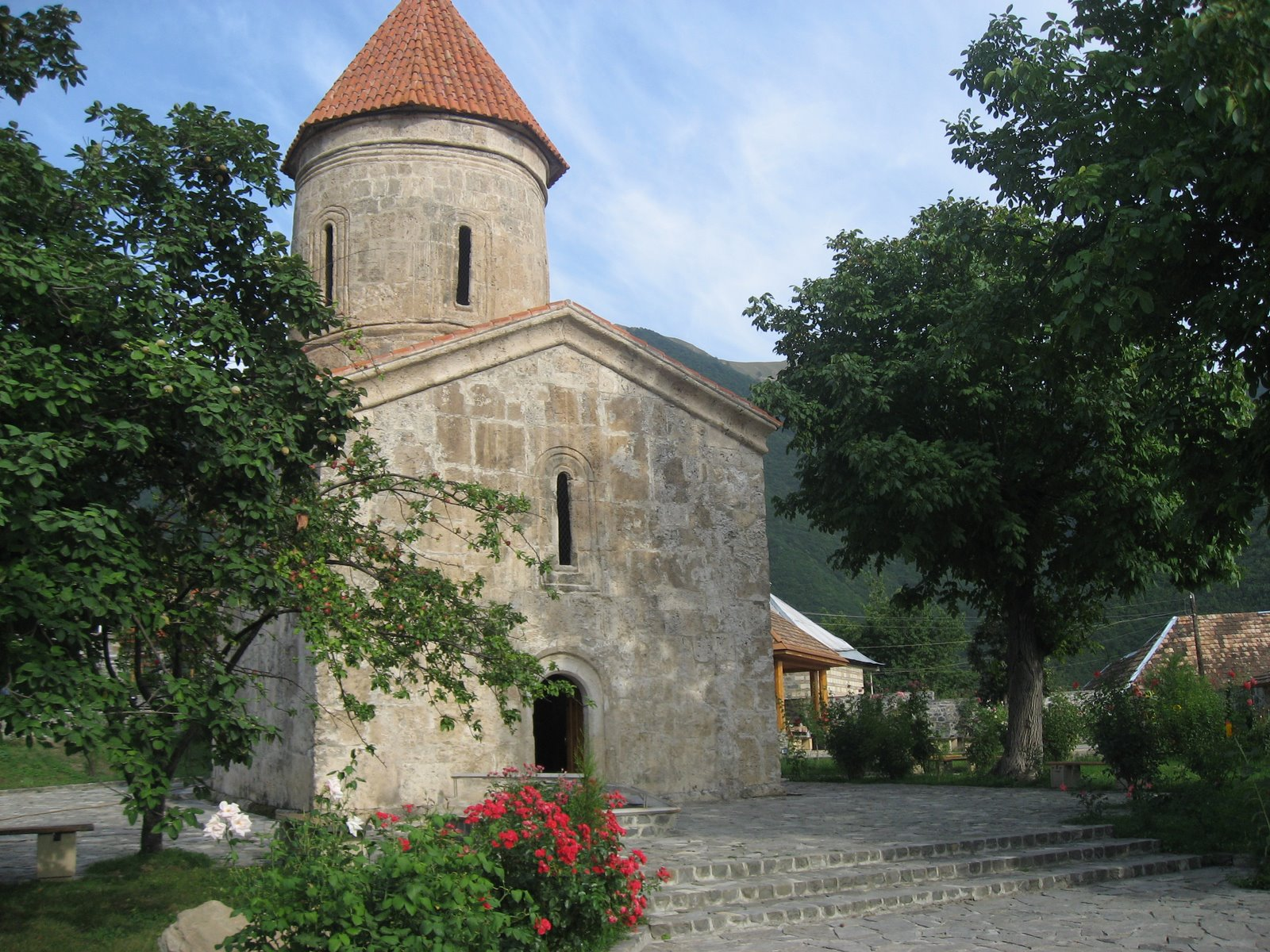
Церковь Св. Елисея в селе Киш (Шекинский район Азербайджана)
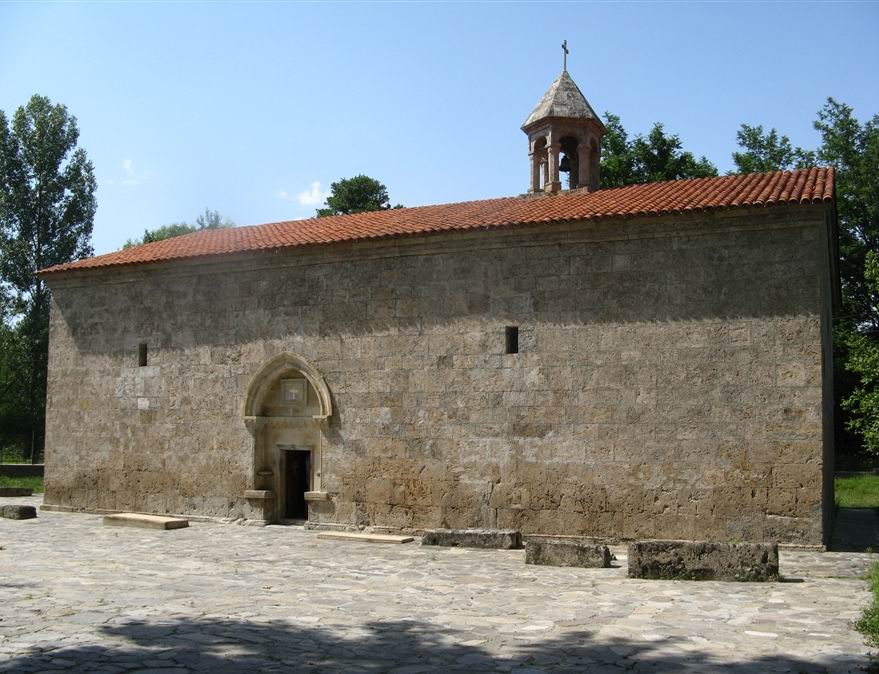
Церковь Чотари[азерб.] (Св. Елисея) в селе Нидж (Габалинский район Азербайджана)